# 태양욱
태양욱(太陽郁, 음력 1870년 2월 4일 ~ 음력 1908년 2월 15일)은 대한제국 시기의 의병장으로, 대한민국의 독립유공자이다.

## 생애
함경남도 풍산군 출신이다. 대한제국 군대 해산 직후인 1907년 8월에 풍산을 중심으로 의병을 일으켰다. 차도선이 의병장을 맡고 태양욱은 중대장이 되었다.
차도선과 태양욱은 풍산을 중심으로 한일 병합을 주장하는 일진회 회원들을 살해하는 활동을 벌였다. 북청군에서 일진회 회원인 북청군 안산면장을 살해하였고, 포수들을 규합하여 구성한 의병부대를 이끌고 홍범도의 부대에 합류하여 일본군과 직접 전투를 벌였다.
일본군의 반격에 홍범도 부대는 중국으로 이동하여 피신하였으나, 태양욱은 1908년에 일본군에게 체포되었다. 체포 후 저항하다가 살해된 것으로 알려졌다.
1990년에 건국훈장 독립장이 추서되었다.

## 참고자료
- 태양욱 : 독립유공자 공훈록 - 국가보훈처